# Sivakasi
Sivakasi è una suddivisione dell'India, classificata come municipality, di 72.170 abitanti, situata nel distretto di Virudhunagar, nello stato federato del Tamil Nadu. In base al numero di abitanti la città rientra nella classe II (da 50.000 a 99.999 persone).

## Geografia fisica
La città è situata a 9° 26' 60 N e 77° 49' 0 E e ha un'altitudine di 100 m s.l.m..

## Società

### Evoluzione demografica
Al censimento del 2001 la popolazione di Sivakasi assommava a 72.170 persone, delle quali 36.354 maschi e 35.816 femmine. I bambini di età inferiore o uguale ai sei anni assommavano a 7.799, dei quali 4.059 maschi e 3.740 femmine. Infine, coloro che erano in grado di saper almeno leggere e scrivere erano 55.554, dei quali 29.859 maschi e 25.695 femmine.